# Ново-Кусково
Ново-Ку́сково (рос. Ново-Кусково) — село у складі Асінівського району Томської області, Росія. Адміністративний центр Новокусковського сільського поселення.
Стара назва — Новокусково.

## Населення
Населення — 1415 осіб (2010; 1534 у 2002).
Національний склад (станом на 2002 рік):
- росіяни — 92 %